# The Men She Married
The Men She Married è un film muto del 1916 diretto da Travers Vale. La sceneggiatura si basa sull'omonima novella di Harold Vickers pubblicata su Snappy Stories il 4 agosto 1916.

## Produzione
Il film fu prodotto dalla Peerless Productions.

## Distribuzione
Il copyright del film, richiesto dalla World Film Corp., fu registrato il 2 novembre 1916 con il numero LU9471.
Distribuito dalla World Film, il film uscì nelle sale cinematografiche statunitensi il 27 novembre 1916.